# Pelaos con salsa
Pelaos con Salsa es un reality show de la televisión panameña con un formato de competencia de talento infantil en disciplinas tales como canto y baile; cuya primera temporada se desarrolló entre el 15 de mayo y el 3 de julio de 2013. La segunda temporada estrenó en Panamá el miércoles 30 de julio de 2014 a las 20h30. El programa cuenta con la conducción de Gilberto Santa Rosa y Patty Castillo.

## Concepto
(Idea original) Creado por Ricky Ramírez, Contraxeñas Production, el programa se desarrolla bajo un formato de competencia de talento entre jóvenes, en donde aprenden a cantar en clave, métrica, se les enseña a sonear e improvisar, y a conocer sobre la historia de este popular género. Los competidores cantan con una orquesta en vivo y son calificados por un jurado conocedor de la materia. El objetivo es encontrar un nuevo relevo generacional para este género.

## Mecánica de competencia
Los participantes se presentan en galas semanales para demostrar sus habilidades siendo evaluados por 3 jurados quienes otorgan puntajes de 1.0 a 5.0 incluidos los medios puntos. Los puntajes promedios canto y carisma se suman, dando el puntaje final. Estas puntuaciones se van acumulando en donde no hay sentencia ni eliminados.

## 1.ª Temporada
- Natanael Esteban (Colon)
- Nathalie (Panamá Este)
- Madelaine (Panamá Oeste)
- Debora (Panamá)
- Adrián (Panamá)
- Santo (Panamá Este)

## 2.ª Temporada
- Olga González - 16 años (Panamá)
- Eric Espino - 13 años (Los Santos)
- Rodrigo Villamil - 14 años (Colón)
- Anarkelys Arias - 16 años (Panamá Oeste)
- Reny Rentería - 15 años (Colón)
- Carlos Cárcamo - 17 años (Panamá)

## Ganadores
| Temporada | Ganador          |
| --------- | ---------------- |
| 01        | Natanael Esteban |
| 02        | Anarkelys Arias  |

## Generaciones
| Generación                               | Galas | Inicio              | Fin                      |
| ---------------------------------------- | ----- | ------------------- | ------------------------ |
| Pelaos con Salsa 2013: Primera Temporada | 06    | 15 de mayo de 2013  | 3 de julio de 2013       |
| Pelaos con Salsa 2014: Segunda Temporada | 08    | 30 de julio de 2014 | 17 de septiembre de 2014 |

## Jueces
| Juez                  | 1.ª. Edición | 2.ª. Edición |
| --------------------- | ------------ | ------------ |
| (MR) Moisés Rodríguez |              |              |
| (YJ) Yomira John      |              |              |
| (DN) Dino Nugent      |              |              |

    Fue juez en la temporada en mención.